# Gueydon (1903)
El Gueydon fue un crucero acorazado de la Marina Francesa, buque cabeza de  su clase. Fue llamado así en honor de Louis Henri de Gueydon, Primer Gobernador de Argelia durante la Tercera República Francesa.

## Historia operacional
El Gueydon entró en servicio en el puerto de Tolón en 1903, y emprendió su primera campaña en Asia Oriental. El buque tomó parte en la Primera Guerra Mundial, supervisando patrullas en Sudamérica y en el Caribe.
En 1923, fue reparado en el puerto de Brest, y en 1926, fue nuevamente modificado para servir como buque de entrenamiento de artillería; papel que empezó a desempeñar al siguiente año, reemplazando al crucero acorazado Pothuau en Brest.
En 1935, es dado de baja del servicio activo y empleado como puente-caserna en la ``Escuela de Preparación de la Marina.
En 1943, fue modificado y camuflado por los alemanes para confundir a los observadores aéreos aliados, dándole el aspecto del crucero pesado Prinz Eugen.
El Gueydon fue destruido durante la Liberación de Brest, en 1944.

## Anexos
- Anexo:Cruceros acorazados por país